# 60er v. Chr.
Portal Geschichte | Portal Biografien | Aktuelle Ereignisse | Jahreskalender | Tagesartikel

◄ |
1. Jahrtausend v. Chr. |

◄ |
2. Jh. v. Chr. |
1. Jahrhundert v. Chr. |
1. Jh. |
►

◄ | 90er v. Chr. | 80er v. Chr. | 70er v. Chr. | 60er v. Chr. |
50er v. Chr. |
40er v. Chr. |
30er v. Chr. |
►

69 v. Chr. |
68 v. Chr. |
67 v. Chr. |
66 v. Chr. |
65 v. Chr. |
64 v. Chr. |
63 v. Chr. |
62 v. Chr. |
61 v. Chr. |
60 v. Chr.

## Ereignisse

### Römisches Reich
- 74 v. Chr. bis 63 v. Chr.: 3. Mithridatischer Krieg.
- 67 v. Chr.: Der römische Feldherr Gnaeus Pompeius Magnus, ausgestattet mit einem Imperium maius (höchster Befehlsgewalt), beendet das Seeräuberunwesen im Mittelmeer.
- 66 v. Chr.: Erste Catilinarische Verschwörung: ein Attentat von Lucius Sergius Catilina gegen die Consuln misslingt, damit auch ein geplanter Staatsstreich.
- 63 v. Chr. scheitert auch die zweite Verschwörung.
- 62 v. Chr.: fällt Catilina bei Pistoia.
- 60 v. Chr.: Erstes römisches Triumvirat zwischen Gnaeus Pompeius Magnus, Gaius Iulius Caesar und Marcus Licinius Crassus.